# Pakistanesos a Espanya
Els pakistanesos a Espanya és el resultat del moviment migratori de ciutadans del Pakistan cap al Regne d'Espanya. Formaven una de les comunitats de migrants més petites del país, però el seu nombre va començar a créixer ràpidament a principis de la dècada del 2000.

## Historial de migracions
Els pakistanesos van començar a establir-se a Espanya, principalment al centre de la ciutat de Barcelona, ja als anys 70, i la majoria de pakistanesos a Espanya encara hi resideixen. Nogensmenys, el govern pakistanès va trigar fins al novembre de 2006 a aprovar els plans per obrir-hi un consolat. Principalment són originaris de la regió del Punjab. Els migrants estan formats principalment per homes; segons l'Institut Nacional d'Estadística (INE), només el 13% són dones. Hi ha diverses dades contradictòries sobre la mida de la seva comunitat. Les xifres de 2004 del Ministeri de Treball, mà d'obra i pakistanesos d'ultramar del Pakistan mostren només 2.000 pakistanesos a Espanya, cosa que els convertiria en la 15a comunitat pakistanesa més gran d'Europa, o només el 0,2% del nombre total de pakistanesos a Europa. En canvi, l'INE va donar una xifra de l'any 2009 de més de vint-i-sis vegades, 53.691, la qual cosa va representar un creixement de 27,5% sobre la xifra de 42.105 del 2007. Finalment, alguns informes dels mitjans de comunicació al voltant del 2007 i del 2008 donen una xifra de 70.000.

## Ocupació
Les àrees d'ocupació habituals entre els pakistanesos a Barcelona inclouen l'agricultura, oficis qualificats com mecànics, fusters o soldadors, i en la construcció. Una petita proporció es dediquen a professions liberals, principalment medicina, dret i enginyeria. Unes quatre dècimes també tenen el seu propi negoci. Botigues de queviures, carnisseries, botigues de roba, botigues de telefonia mòbil i botigues "tot a cent" són alguns dels tipus de negocis més habituals. La primera carnisseria halal de Barcelona va ser oberta l'any 1983 per un empresari pakistanès. Gairebé la meitat envia els diners a llurs famílies al Pakistan.

## Idioma
El panjabi és la llengua materna més comú entre els pakistanesos a Espanya, informada pel 63,6% d'un grup d'enquesta a Barcelona. La llengua nacional urdú també és molt parlada, però molt pocs la tenen com a primera llengua. En la mateixa enquesta, el 95,4% va afirmar que sabia parlar almenys una mica de castellà, i el 54,6% també podia parlar anglès; el 12,9% també afirmava un cert coneixement de català, la llengua parlada a Barcelona on viu gran part de la població pakistanesa a Espanya.

## Religió
L'Islam és, amb diferència, la religió més comuna entre els pakistanesos a Espanya, i serveix com un important indicador de pertinença a la comunitat. En l'estudi de Solé Aubia i Rodríguez Roca del 2005, cadascun dels seus 280 entrevistats afirmava que era musulmà; d'ells, el 82,5% va indicar que continuava practicant l'islam correctament, mentre que el 13,2% va afirmar que els agradaria practicar-lo correctament, però se'ls impedis per diverses limitacions, i només el 2,9% no practicava la religió perquè no volia.
A Barcelona, les dues mesquites més freqüentades pels pakistanesos són la mesquita Tariq ben Zyad i la mesquita Minhaj ul-Quran. La mesquita Tariq ben Zyad, al carrer Elisabets, va ser fundada l'any 1981. Rep el nom de Tariq ibn Ziyad, el general que va dirigir la conquesta musulmana d'Espanya l'any 711 i pertany al moviment Tablighi Jamaat. La mesquita Minhaj ul-Quran, fundada el 1997, forma part, com el seu nom indica, del moviment Minhaj ul Quran International.

## Relacions amb la comunitat
La presència dels pakistanesos a Espanya no va ser molt remarcada dins la societat fins a finals de l'any 2000. Aquell any, el govern va aprovar lleis d'amnistia que permetrien als estrangers residents il·legalment a Espanya regularitzar el seu estatus; tanmateix, com a conseqüència de no poder complir els requisits, un grup d'un centenar, entre ells molts pakistanesos, es va atrinxerar an dues esglésies de Barcelona i va declarar una vaga de fam, que s'allargaria del 20 de gener al 8 de març del 2000 i va atreure set-cents manifestants addicionals durant aquest temps. A causa del seu coneixement limitat de castellà i català, la majoria dels pakistanesos no tenen moltes relacions personals amb els espanyols; a Barcelona, només el 28,2% declara conèixer personalment algun espanyol. Hi ha pocs bloggers que tradueixen les notícies espanyoles a l'idioma urdú i hi publiquen un bloc per a l'orientació de la comunitat urdú a Espanya. Actualment la comunitat pakistanesa participa en activitats polítiques en els principals partits polítics. Pocs pakistanesos s'han casat amb gent local i tenen fills a Barcelona.